# IC 1310
IC 1310 ist ein offener Sternhaufen vom Trumpler-Typ II1p im Sternbild Cygnus. Das Objekt wurde im Jahre 1893 von Thomas Espin entdeckt.